# Saison 2 des Experts : Manhattan
Chronologie
Saison 1 Saison 3
Cet article présente le guide des épisodes de la deuxième saison de la série télévisée Les Experts : Manhattan (CSI: NY).

## Distribution de la saison

### Acteurs principaux
- Gary Sinise (V.F.: Bernard Gabay) : Det. Mac Taylor
- Melina Kanakaredes (V.F.: Céline Monsarrat) : Stella Bonasera
- Carmine Giovinazzo (V.F.: Sébastien Desjours) : Danny Messer
- Anna Belknap (V.F.: Barbara Kelsch) : Lindsay Monroe[1] (dès l'épisode 3)
- Hill Harper (V.F.: Daniel Lobé) : Dr Sheldon Hawkes
- Eddie Cahill (V.F.: Thomas Roditi) : Det. Donald "Don" Flack Junior

### Acteurs récurrents et invités
- Vanessa Ferlito (V.F.: Vanessa Bettane) : Aiden Burn[2] (épisodes 1, 2 et 23)
- A.J. Buckley (V.F.: Gwendal Anglade) : Adam Ross
- Robert Joy (V.F.: Max André) : Dr Sid Hammerback
- Sonya Walger : Jane Parsons
- Paul Wesley : Steven Samprass (épisode 2)
- Katheryn Winnick : Lisa Kay (épisode 4)
- Mekia Cox : Kia Rowe (épisode 5)
- James Tupper : Paul Zernecky (épisode 5)
- Holly Valance : Lydia (épisode 6)
- Kat Dennings : Sarah Endecott (épisode 7)
- Peyton List : Alexa Endecott (épisode 7)
- James Badge Dale : Henry Darius (épisode 7)
- David Caruso : Horatio Caine (épisode 7)
- Alicia Coppola : Carmen Cavallo (épisode 7)
- Rick Hoffman : Miles Feldstein (épisode 7)
- Aimee Garcia : Rhonda Chavez (épisode 9)
- Helena Mattsson : Lauren Redgrave (épisode 9)
- Kristina Anapau : Virginia Felton (épisode 9)
- Kelly Hu : Kaila Maka (épisode 9)
- Shawn Christian : Ryan Chisholm (épisode 10)
- Kelly Overton : Lynette Richmont (épisode 12)
- John Billingsley : Cecil Arthur (épisode 13)
- Jamie Elman : Adam Sorenson (épisode 1)
- Todd Stashwick : Ira Feinstein (épisode 2)
- Lori Petty : Maddy (épisode 4)

## Épisodes

### Épisode 24:Des dessous convoités
- États-Unis /  Canada : 28 septembre 2005 sur CBS / CTV[3]
- France : 4 mars 2006 sur TF1[4]
- Québec : entre le 26 mars et le 4 juin 2007 sur TQS

- États-Unis : 13,30 millions de téléspectateurs[5] (première diffusion)
- France : 6,329 millions de téléspectateurs[6] (première diffusion)
- France : 9,698 millions de téléspectateurs[7] (Rediffusion 2007)
- France : 8,101 millions de téléspectateurs[8] (rediffusion 2009)

- Ron Yuan (Dr Evan Zao)
- David Julian Hirsh (Zack Shannon)
- Alla Korot (Femme/Connie Williams)
- Tom Schanley (Eli Bishop)
- Jamie Elman (Adam Sorenson)
- Katherine Boecher (Nicole Jordan)
- Amy Stewart (Brenda Dillard)
- Elizabeth Bennett (Regina Bowen)
- Peter Dobson (Fred Becker)
- Mark Alken (Whitman Price)
- Chad Williams (D.J. Pratt)
- Allen Lulu (Policier)
- John Johnson (Photographe de mode)
- Gary Kasper (Garde du corps)

### Épisode 25:Un mort dans la foule
- États-Unis /  Canada : 5 octobre 2005 sur CBS / CTV
- France : 4 mars 2006 sur TF1
- Québec : 2007

- États-Unis : 14,57 millions de téléspectateurs[9] (première diffusion)
- France : 6,329 millions de téléspectateurs[6](première diffusion)
- France : 8,577 millions de téléspectateurs[7](Rediffusion 2006)

- Ron Yuan (Dr Evan Zao)
- David Julian Hirsh (Zack Shannon)
- Ed Quinn (Frankie Mala)
- John Dove (Det. John Scagnetti)
- Larry Poindexter (Dr Stanley Thatcher)
- Laird Macintosh (Dr Spencer Howard)
- Todd Stashwick (Ira Feinstein)
- Francis Guinan (Ron Miller)
- Paul Wesley (Steve Samprass)
- Jay Kenneth Johnson (Paul Deacon)
- Sonia Segal (Evelyn Danner)
- Casey McCarthy (Melanie Hampton)
- Steve Paymer (Donald Scott)
- Lauren Bowles (Jamie Blake)
- Leroy Edwards III (Musicien)
- John Cappon (Ambulancier)
- Aria Wallace (Emily)
- Sarah Scherger (Mère)
- Renee Darmiento (Jeune femme)
- Scott Elrod (Jeune homme)

### Épisode 26:Le Repas des fauves
- États-Unis /  Canada : 12 octobre 2005 sur CBS / CTV
- France : 11 mars 2006 sur TF1
- Québec : 2007

- États-Unis : 15,22 millions de téléspectateurs[10] (première diffusion)
- Canada : 1,984 million de téléspectateurs[11]
- France : 7,43 millions de téléspectateurs[12] (première diffusion)
- France : 10,931 millions de téléspectateurs[13] (rediffusion 2007)

- Ron Yuan (Dr Evan Zao)
- David Julian Hirsh (Zack Shannon)
- Peter Onorati (Angelo Venetti Sr.)
- Joel Brooks (Felix Parker)
- Rebecca Staab (Jessica Freemont)
- Lesli Kay (Tanya Danville)
- Gary Wolf (Ryan Knight)
- Michelle Ewin (Missy Freemont)
- Andrew Fiscella (Mikey D'Amato)
- Ross Thomas (Sam)
- Micah Beals (Adolescent meneur)
- Ellen Woglom (Briana Freemont)

### Épisode 27:Le Samouraï des affaires
- États-Unis : 19 octobre 2005 sur CBS
- France : 11 mars 2006 sur TF1
- Québec : 2007

- États-Unis : 14 millions de téléspectateurs[14] (première diffusion)
- France : 6,88 millions de téléspectateurs[12](première diffusion)
- France : 10,315 millions de téléspectateurs[15] (rediffusion 2007)

- Ron Yuan (Dr Evan Zao)
- Paul Schulze (Luke Robertson)
- Lori Petty (Maddy)
- Tony Schiena (Paul Martin)
- Katheryn Winnick (Lisa Kay)
- Karen Gregan (Karen Walker)
- Javier Picayo (Tom Nikkos)
- Devin Brochu (James Walker)
- Ramya Pratt (Nina Robertson)

### Épisode 28:La Danse du Poisson
- États-Unis : 26 octobre 2005 sur CBS
- France : 25 mars 2006 sur TF1
- Québec : 2007

- États-Unis : 15,31 millions de téléspectateurs[16] (première diffusion)
- France : 7,045 millions de téléspectateurs[17] (première diffusion)
- France : 8,801 millions de téléspectateurs[18] (rediffusion)

- Robert Joy (Dr Sid Hammerback)
- Barbara Tarbuck (Vivian Claven)
- Chris Ellis (Vincent Williams)
- Rhys Coiro (Razor)
- Nick Paonessa (Richard Daly)
- Maxine Bahns (Anna)
- Chastity Dotson (Tera Grace)
- Kevin Fry-Bowers (McShea)
- Julia Rose (Laura Bayliss)
- Ron Lester (Officer Murphy)
- Sarah M. Scott (Shayna)
- Mekia Cox (Kia Rowe)
- Michael Petrone (Fred Bayliss)
- James Tupper (Paul Zernecky)
- Austin Highsmith (Rebecca Zernecky)

### Épisode 29:Du sang jeune
- États-Unis : 2 novembre 2005 sur CBS
- France : 25 mars 2006 sur TF1
- Québec : 2007

- États-Unis : 15,70 millions de téléspectateurs[19] (première diffusion)
- France : 6,769 millions de téléspectateurs[17] (première diffusion)

- Robert Joy (Dr Sid Hammerback)
- Jordan Bridges (Alex Weston)
- Skyler Stone (Ben Lowell)
- Ryan Carnes (Nigel Ballantyne)
- Christopher Cousins (Oscar Bowers)
- Kristen Renton (Melanie Dobson)
- Richard Gleason (Jason Kinsey)
- Christopher Grove (Brad Dobson)
- Julie Mond (Abby Kirhoffer)
- Ross McCall (Mike Adams)
- Holly Valance (Lydia)
- Michelle Carr (serveuse)
- Greg D'Agostino (policière)
- Kristina Page (jeune femmel)

### Épisode 30:Le Flic de Miami
- États-Unis /  Canada : 9 novembre 2005 sur CBS / CTV
- France: 18 octobre 2006 sur TF1
- Québec : 2007

- États-Unis : 19,22 millions de téléspectateurs[20] (première diffusion)
- Canada : 2,55 millions de téléspectateurs[21]
- France : 9,5 millions de téléspectateurs[22] (première diffusion)

- David Caruso (Horatio Caine)
- Robert Joy (Dr Sid Hammerback)
- Michael Gross (Tom Endecott)
- James Badge Dale (Henry Darius)
- Kat Dennings (Sarah Endecott)
- Evan Parke (Albert Grafton/Big Al)
- Peyton List (Alexa Endecott)
- Carlos Leon (Vince Rosetti)
- Robyn Lively (Secretaire)
- Rick Hoffman (Dr Miles Feldstein)
- Alicia Coppola (Carmen Cavallo)
- Kandis Erickson (Paige)
- Andrew St. John (Dalton)
- Samantha Lockwood (Samantha)
- Lisa Canning (Lydia Johnson)
- Brian Lloyd (Laveur de vitre)
- Alan Marco (Serveur du Subpoena)
- John Dalesandro (Maitre'D)
- Damani Roberts (Adam)

- Deuxième partie d'un cross-over avec la série Les Experts : Miami (CSI: Miami). L'épisode commence dans l'épisode Le Tueur de New York de CSI:Miami[23].
- C'est dans cet épisode que Lindsay et Danny, dans la traduction française, se tutoient pour la première fois (auparavant, ils se vouvoyaient).

### Épisode 31:Fausse donne
- États-Unis /  Canada : 16 novembre 2005 sur CBS / CTV
- France : 25 mars 2006 sur TF1
- Québec : 2007

- États-Unis : 15,69 millions de téléspectateurs[24] (première diffusion)
- Canada : 2,181 millions de téléspectateurs[25]
- France : 6,109 millions de téléspectateurs[17] (première diffusion)

- Robert Joy (Dr Sid Hammerback)
- Lochlyn Munro (Ethan Fallon)
- A.J. Buckley (Adam Ross)
- Michael Gilio (Kelly Lindgren)
- Melinda Page Hamilton (Tara Stanfield / Kayla Stanfield)
- Heather McComb (Heather Davison)
- Oliver Macready (Scott)
- Adam Nelson (James Moore)
- Tony Daly (Joel Ivey)
- Agim Kaba (Eddie Brunson)
- Dan Milder (Mike Hanson)
- John Colella (Robert Dulcet)
- Troy Blendell (Leonard Curson)
- Jake O'Flaherty (Curtis Walker)
- Gwen Holloway (Helen)
- Erica Jones (Fille de James Moore)

### Épisode 32:Poupées cassées
- États-Unis : 23 novembre 2005 sur CBS
- France : 1er avril 2006 sur TF1
- Québec : 2007

- États-Unis : 14,52 millions de téléspectateurs[26] (première diffusion)
- France : 7,925 millions de téléspectateurs[27] (première diffusion)
- France : 7,287 millions de téléspectateurs[18](rediffusion)

- Kelly Hu (Det. Kaila Maka)
- Robert Joy (Dr Sid Hammerback)
- Leila Arcieri (Darcy Sullivan)
- Kate Norby (Monica Drake)
- Victor McCay (Harry Ellis)
- Brian Gant (Dale Straker)
- Aimee Garcia (Rhonda Chavez)
- Stephanie Marie Baker (Carolyn Straker)
- Helena Mattsson (Lauren Redgrave)
- Owen Beckman (Luke Fisher)
- Kristina Anapau (Virginia Felton)
- Madison Davenport (Abby Drake)
- Mark Mahoney (Arvin Dooley)
- Mitchell Fink (Russell McCulley)
- Zack Stewart (Lou Pugletti)

### Épisode 33:Esprit d'équipe
- États-Unis : 30 novembre 2005 sur CBS
- France : 1er avril 2006 sur TF1
- Québec : 2007

- États-Unis : 15,84 millions de téléspectateurs[28] (première diffusion)
- France : 7,43 millions de téléspectateurs[27](première diffusion)

- Robert Joy (Dr Sid Hammerback)
- Mia Sara (Cala Winger)
- Noa Tishby (Polly Part'em)
- Emma Bates (Birdy of Prey)
- Robert Mailhouse (Stan Vonner)
- Shawn Christian (Ryan Chisholm)
- Eric Lange (Simon Winger)
- Jenna Gering (Layla Vonner)
- David Starzyk (Charles Holden)
- Derek Hughes (John)
- Cameron Goodman (She Hate Me/Rose Wilson)
- Matthew Frauman (Eddie Jones)
- Tony Pasqualini (Dr Brandon Hardy)
- Shanti Wintergate (Hallie On Wheels)
- Joshua Dov (Griffin Holden)

### Épisode 34:Chambre forte
- États-Unis /  Canada : 14 décembre 2005 sur CBS / CTV
- France : 1er avril 2006 sur TF1
- Québec : 2007

- États-Unis : 16,49 millions de téléspectateurs[29] (première diffusion)
- Canada : 1,832 million de téléspectateurs[30]
- France : 6,549 millions de téléspectateurs[27](première diffusion)

- Jonah Laton (Dr Marty Pino)
- Alexandra Barreto (Linda Cortez)
- Wayne Duvall (John Grimes)
- Val Lauren (Jerry Gordon)
- Vince Grant (Dr Lyle Penn)
- John Eric Bentley (Roger Hagler)
- Ryan Alosio (Andy Kula)
- Dylan Tays (Angie Charles)
- Christopher Le Crenn (Hunter Hudson)
- Allison Steward (Joanna Kelton, dite « Kandy »)
- John Dove (Det. Scagnetti)

### Épisode 35:Le Vert de trop
- États-Unis /  Canada : 18 janvier 2006 sur CBS / CTV
- France : 18 octobre 2006 sur TF1
- Québec : 20 août 2007 sur TQS[31]

- États-Unis : 15,50 millions de téléspectateurs[32] (première diffusion)
- France : 7,96 millions de téléspectateurs[33] (première diffusion)

- Robert Joy (Dr Sid Hammerback)
- A.J. Buckley (Adam Ross)
- Sam Littlefield (Paul Richmont)
- Kelly Overton (Lynette Richmont)
- Lee Burns (Gavin Ruvelle)
- Will McCormack (Todd Miller)
- Mark Steines (journaliste)
- Kristin Proctor (Tracy Colton)
- Claudia Mason (Serena Portinova)
- Gayle Brown (Nadia Roque)
- Katie A. Keane (Dr Rachel Jeffries)
- Andrew Patrick Rolston (Peter Rector)
- Lisa Gleave (Jennifer Fazotti)

### Épisode 36:Le Dernier Métro
- États-Unis /  Canada : 25 janvier 2006 sur CBS / CTV
- France : 27 février 2007 sur TF1
- Québec : 27 août 2007

- États-Unis : 14,89 millions de téléspectateurs[34] (première diffusion)
- Canada : 2,048 millions de téléspectateurs[35]
- France : 10,258 millions de téléspectateurs[36] (première diffusion)

- Robert Joy (Dr Sid Hammerback)
- A.J. Buckley (Adam Ross)
- John Enos (Chuck White)
- Mark Famiglietti (Bobby Martin)
- Rick Pasqualone (Q.T. Jammer)
- Trevor Wright (Perry Lohmann)
- John Billingsley (Cecil Arthur)
- Christian Svensson (Vinnie Marino)
- Danny Gill (Seamus Reiter)
- Sandra McCoy (Amber Capece)
- Kanin Howell (Randy Williams)

### Épisode 37:La Flèche d'amour
- États-Unis : 1er février 2006 sur CBS
- France : 6 février 2007 sur TF1
- Québec : 3 septembre 2007

- États-Unis : 16,42 millions de téléspectateurs[37] (première diffusion)
- France : 10,483 millions de téléspectateurs[13] (première diffusion)

- Robert Joy (Dr Sid Hammerback)
- Ed Quinn (Frankie Mala)
- Jonathan Cherry (James Golden)
- Shelly Cole (Elva)
- Cameron Dye (Damon Runyon)
- C.J. Thomason (Patrick Thompson)
- Gonzalo Menendez (Gus Drood)
- Rochelle Aytes (Sienna)
- Mark Deklin (Rick Smith)
- Kelly A. Ogden (Stephanie O'Dell)

### Épisode 38:La Mort en jeu
- États-Unis : 1er mars 2006 sur CBS
- France : 5 mai 2007 sur TF1
- Québec : 10 septembre 2007

- États-Unis : 13,76 millions de téléspectateurs[38] (première diffusion)
- France : 7,255 millions de téléspectateurs[39] (première diffusion)

- Robert Joy (Dr Sid Hammerback)
- Kelly Hu (Det. Kaile Maka)
- Wayne Knight (Truman Bosch)
- Kevin Rahm (Tony Collins)
- Tim Guinee (Chris Matthew)
- Sprague Grayden (Jennifer Cooper)
- A.J. Buckley (Adam Ross)
- Benny Nieves (William Tucker)
- Kyle Davis (Jordan Stokes)
- William Abadie (Michel Hetu)
- Sammi Hanratty (Emma Matthews)
- Adam Huss (Kyle Vance)
- Paula Trickey (Kathleen Dunley)
- Rance Howard (Samuel Cooper)

- Dans cet épisode, le personnage de Chris Matthews (Tim Guinee) auditionne pour le rôle de George dans Des souris et des hommes, rôle campé par Gary Sinise (Mac Taylor) dans l'adaptation de 1992.

### Épisode 39:Crime à la source
- États-Unis : 15 mars 2006 sur CBS
- France : 6 février 2007 sur TF1
- Québec : 17 septembre 2007

- États-Unis : 13,91 millions de téléspectateurs[40] (première diffusion)
- France : 8,521 millions de téléspectateurs[13] (première diffusion)

- Robert Joy (Dr Sid Hammerback)
- Daniella Alonso (Jenny Rodriguez)
- Michael DeLorenzo (en) (Rico "Ricky" Cerda)
- Brian Bloom (Dr Craig Zimmer)
- Bryan Dattilo (Lucas Garlobo)
- Nick Offerman (Joe Green)
- Challen Cates (Stacie Avida)
- Yan Ruiz (Elliott Stanton)
- Matt Moralejo (Joueur de handball)

### Épisode 40:Le Silence du témoin
- États-Unis : 22 mars 2006 sur CBS
- France : 23 février 2008 sur TF1
- Québec : 24 septembre 2007

- États-Unis : 14,15 millions de téléspectateurs[41] (première diffusion)
- France : 5,6 millions de téléspectateurs[42] (première diffusion)

- Robert Joy (Dr Sid Hammerback)
- Sonya Walger (Jane Parsons)
- Marina Black (Carolyn Astor)
- Vincent Young (Stewart DeCaro)
- Rey Gallegos (Jose Martinez)
- Anna Carolina Arias (Elena Martinez)
- John Prosky (Conservateur du musée)
- Adam Clark (George Clark)
- Vincent Guastaferro (Mr. Douglas)
- Jennifer Piper (Ceci Astor)
- Brian Catalano (Jim Morris)
- Scott Michael Morgan (Harry Vernon)
- Max Burkholder (Sam)

### Épisode 41:Vivre ou laisser mourir
- États-Unis : 29 mars 2006 sur CBS
- France : 27 février 2007 sur TF1
- Québec : 1er octobre 2007

- États-Unis : 14,81 millions de téléspectateurs[43] (première diffusion)
- France : 9,642 millions de téléspectateurs[36] (première diffusion)

- Robert Joy (Dr Sid Hammerback)
- Seamus Dever (Charles Cooper)
- Gill Gayle (Tony the Fisherman)
- Joel Gretsch (Dr Keith Beaumont)
- Ian Reed Kesler (Ryan Elliott)
- James Stevenson (Dwayne Gessner)
- Billy Miller (Will Graham)
- Kevin Derr (Sean Hovac)
- Dana de Celis (Lilian Stanwick)
- Lina Esco (Angie Watson)

### Épisode 42:Super héros
- États-Unis : 12 avril 2006 sur CBS
- France : 20 février 2007 sur TF1
- Québec : 8 octobre 2007

- États-Unis : 14,14 millions de téléspectateurs[44] (première diffusion)
- France : 9,586 millions de téléspectateurs[45] (première diffusion)

- Robert Joy (Dr Sid Hammerback)
- A.J. Buckley (Adam Ross)
- Jonah Lotan (Dr Marty Pino)
- Dick Enberg (lui-même)
- Rodney Eastman (Clark Kranen)
- Kevontay Jackson (Tyrell Mann)
- Michael Cudlitz (Vern Dox)
- David Aaron Baker (Steve Kranen)
- Terrell Clayton (Maurice Bradford)
- Kevin Chamberlin (patient n°2)
- Wolfgang Bodison (Rodney Pruitt)
- Parisa Fitz-Henley (Charlene Franklin)
- Eugene Glazer (Dr Burr)
- Scott Alan Smith (Matthew Palmer)
- Cori Bright (Jane)
- Kevin Derr (Carter England)
- Patrick Cooper (patient n°1/Aquaman)
- Igor Zaninovich (patient n°3/Thor)
- Trenton Rogers (Clark âgé de 4 ans)

### Épisode 43:Les Cendres du passé
- États-Unis /  Canada : 19 avril 2006 sur CBS / CTV
- France : 13 février 2007 sur TF1
- Québec : 15 octobre 2007

- États-Unis : 15,14 millions de téléspectateurs[46] (première diffusion)
- Canada : 1,928 million de téléspectateurs[47]
- France : 10,034 millions de téléspectateurs[15] (première diffusion)

- Jennifer Elise Cox (Melanie Stefano)
- Michael DeLuise (Sonny Sassone)
- Ed Quinn (Frankie Mala)
- Jonah Lotan (Dr Marty Pino)
- A.J. Buckley (Adam Ross)
- Bruce MacVittie (Détective Grant Lafferty)
- Larry Romano (Louie Messer)
- Neill Barry (Salvador Zabo)
- Jonathan Penner (Newt Glick)
- Casey Siemaszko (Paul Sabotini)
- Larry Joshua (Jack Manning)
- Martin Kildare (Jim Mooney)

### Épisode 44:Reconstitution
- États-Unis : 26 avril 2006 sur CBS
- France : 13 février 2007 sur TF1
- Québec : 22 octobre 2007

- États-Unis : 15,23 millions de téléspectateurs[48] (première diffusion)
- France : 9,474 millions de téléspectateurs[15] (première diffusion)

- Kid Rock (lui-même)
- Robert Joy (Dr Sid Hammerback)
- Ed Quinn (Frankie Mala)
- Leslie-Anne Huff (Felicia Badman)
- Evan Helmuth (Blake Mathers)
- Ori Pfeffer (Armand Lepompier)
- Caroline Cole (Ally Katzel)
- Rick Cornette (Nick Russo)
- Kodi Kitchen (Jessica Allen)
- Clinton « Ton » Jones (agent de sécurité)
- Lissa Pallo (Linda McCovey)
- Elvina Kimberly (jeune fille)

### Épisode 45:La Preuve par trois
- États-Unis /  Canada : 3 mai 2006 sur CBS / CTV
- France : 5 mai 2007 sur TF1
- Québec : 29 octobre 2007

- États-Unis : 14,76 millions de téléspectateurs[49] (première diffusion)
- Canada : 1,882 million de téléspectateurs[50]
- France : 7,311 millions de téléspectateurs[39](première diffusion)

- Robert Joy (Dr Sid Hammerback)
- A.J. Buckley (Adam Ross)
- Jason Beghe (Jack Butler)
- Deirdre Quinn (Elle Jeffries)
- Deanna Russo (Laura Jeffries)
- Jason Brooks (Paul White)
- McCaleb Burnett (Kevin Davis)
- Billy Gallo (James Vackner)
- Paul Hipp (William Mamet)
- MacKenzie Mauzy (Sara Butler)
- J.W. Wolterman (ami)
- Terrell Lee (policier Tony Hendershot)

### Épisode 46:Dernière mission
- États-Unis /  Canada : 10 mai 2006 sur CBS / CTV
- France : 6 mars 2007 sur TF1
- Québec : 5 novembre 2007

- États-Unis : 15,16 millions de téléspectateurs[51] (première diffusion)
- France : 5,18 millions de téléspectateurs[52] (Rediffusion 2009)

- Vanessa Ferlito (Aiden Burn)
- Robert Joy (Dr. Sid Hammerback)
- Joaquin Perez Campbell (Captain Flood)
- Sam Trammell (Charles Wright)
- Chadwick Boseman (Rondo)
- Candice Coke (Alexandria)
- Charlie Weber (Damon)
- Alison Folland (Stacey Gale)
- Chad Williams (D.J. Pratt)
- Terrence Edwards (Marine Sergeant)
- Andrew Galves (Ghillie Suit Marine)
- Jaylen Moore (Marine Sniper)

Les experts enquêtent sur deux affaires. Mac et Danny enquêtent sur le meurtre d'un officier de marine ; Stella et Lindsay ont affaire à un cadavre retrouvé dans une voiture volée puis incendiée.
- Dans la première affaire, en pleine « semaine de la flotte », des marines en démonstration découvrent l'un des leurs assassiné : le caporal Price, soldat exemplaire, s'est fait poignarder et des signes de bagarre sont présents sur la scène de crime. Mac et Danny interrogent un Marines proche de la victime qui leur apprend que Price était à la recherche d'une certaine « Ellie ». Il leur confie une montre au revers de laquelle est gravé ce prénom. Des taches suspectes sur l'uniforme de Price permettent à Mac et Danny de reconstituer la soirée de la victime. Mac découvre, grâce au positionnement des taches de sang sur la chemise que Price s'est battu avec un individu au cours de la soirée. Ils finissent par découvrir que Price a assisté à une dispute entre un mari et sa femme, il s'est alors interposé et a immobilisé l'homme qui battait sa compagne. Celle-ci, pour protéger son mari, a alors poignardé le soldat. Après de vaines recherches, Mac ne trouve aucune Ellie en lien avec la victime, mais réalise alors qu'« Ellie » est un diminutif peu courant d'« Alexandra ». Il retrouve dans un bar une serveuse nommée Alexandra et apprend que son fiancé était lui aussi un Marines, très proche de la victime. La montre lui appartenait, c'était un présent d'Alexandra, qu'il surnommait Ellie. Ce Marines étant mort au combat, Price était donc à la recherche d'Alexandra pour lui remettre cette montre, en souvenir de son ami. Mac Taylor qui la lui rend.
- Dans la seconde affaire, Lindsay et Stella enquêtent sur une voiture volée et incendiée, à l'intérieur de laquelle est découvert un corps humain calciné. Hawkes, en étudiant l'intérieur du corps épargné par les flammes, conclut que la victime était une femme. En reconstituant le visage de cette femme à partir de son crâne, il découvre à la stupeur générale qu'il s'agit en fait d'Aiden Burn. Toute l'équipe est profondément attristée par cette nouvelle, et leurs soupçons se portent d'abord sur le propriétaire de la voiture. En effet l'homme a fait de fausses déclarations concernant l'heure du vol de son véhicule. Il reconnaît son mensonge et précise qu'au moment du vol il était en compagnie d'un jeune prostituée. Les experts suspectent alors D.J. Prat, car une empreinte de son oreille a été retrouvée contre une vitre de la voiture incendiée. Prat est accusé d'avoir violé deux fois la même femme. Lors des premiers épisodes de la saison 2, Aiden avait été particulièrement touchée par cette affaire et désespérait de ne pouvoir arrêter cet individu. Elle avait alors falsifié des preuves dans ce but, ce qui avait entraîné son licenciement, même si Mac lui avait promis que ce dossier resterait pour lui une priorité. Bien qu'elle ne fît plus partie de l'équipe, Aiden avait pourtant continué sa propre enquête sur Prat, ce qui eut pour effet d'agacer considérablement ce dernier. L'équipe découvre alors que Prat, ne supportant plus la surveillance constante d'Aiden, lui avait tendu un piège. Lui faisant croire qu'il allait de nouveau violer une femme, il avait attiré Aiden vers une voiture qu'il avait volée, puis y avait mis le feu. C'est Mac qui apporte la dernière preuve : Aiden a mordu l'accoudoir de la voiture et y a laissé une empreinte de sa mâchoire très nette, peu avant elle avait mordu le bras de Pratt, référence à une enquête qu'elle avait résolue avec Mac. L'équipe est soulagée de voir enfin Prat derrière les barreaux, le combat d'Aiden n'ayant pas été vain. À la fin de l'épisode, tous se retrouvent dans un bar pour boire à sa santé.

### Épisode 47:Peur sur la ville
- États-Unis /  Canada : 17 mai 2006 sur CBS / CTV
- France : 6 mars 2007 sur TF1
- Québec : 12 novembre 2007

- États-Unis : 13,23 millions de téléspectateurs[53] (première diffusion)
- Canada : 1,6 million de téléspectateurs[54]
- France : 5,51 millions de téléspectateurs[52](Rediffusion 2009)

- Robert Joy (Dr Sid Hammerback)
- Sonya Walger (Jane Parsons)
- Eion Bailey (Dean Lessing)
- Tembi Locke (Ellen Fielding)
- Marc Casabani (Dr Jim Barnes)
- Steve Braun (Smith)
- John Dove (Det. Scagnetti)
- Carol Kiernan (Rita)
- Carlos Alvarado (Tommy Diaz)